# Fungia klunzingeri
Espèce
Synonymes
- Fungia danai Milne Edwards & Haime, 1851
- Fungia horrida Dana, 1846 (préféré par UICN)

Statut CITES
Statut de conservation UICN

 LC  : Préoccupation mineure
Fungia klunzingeri est une espèce de coraux de la famille des Fungiidae.

## Taxonomie
Pour plusieurs sources, dont le WoRMS, ce taxon est invalide et lui préfèrent Danafungia horrida (Dana, 1846).

## Publication originale
- Döderlein, 1901 : Die Korallengattung Fungia. Zoologischer Anzeiger, vol. 24, pp. 351–360 (de).